# Glavna cerkev v Ulmu
Glavna cerkev v Ulmu (nemško: Ulmer Münster) je bila zgrajena v gotskem slogu v Ulmu, nekdanjem Svobodnem cesarskem mestu. Leta 1890 končan, ima 161,53 metrov visok stolp, ki je najvišji zvonik na svetu. Temeljni kamen za rimskokatoliško cerkev je bil položen leta 1377. Skozi oznanjevanje ulmskega reformatorja Konrada Sama in poznejšo uvedbo luteranske veroizpovedi, je postala v letu 1520/1522 gotska cerkev kraj čaščenja protestantske cerkve. Do leta 1894 je bila v lasti mesta Ulm,  potem je prišla v posest protestantske cerkve Ulm. Ob koncu druge svetovne vojne 1944/1945 je večinoma nepoškodovana preživela bombardiranje mesta Ulm. Čeprav jo pogosto označujejo "stolnica" zaradi njene velike velikosti, cerkev ni stolnica, saj nikoli ni bila sedež škofa.

## Dejstva
Münster je največja gotska stavba v južni Nemčiji in kulturni spomenik. Z 161,53 m višine ima najvišji zvonik v današnjem svetu. Kor cerkev ima desno in levo dva korna stolpa, ki segata do višine 86 m. Cerkvena stavba je 123,56 metrov dolga in 48,8 m široka. Ladja je visoka 41,6 metra, višina stranskih ladij je 20,55 metra. Cerkev ima približno 190.000 kubičnih metrov prostora. Visok zahodni stolp obremenjuje temelje z maso 51.500 ton. Pri polaganju temeljnega kamna leta 1377, je bila to župnijska cerkev, cerkev državljanov. Financiralo jo je skoraj 10.000 državljanov mesta. Ker stolnica ni bila nikoli mišljena kot škofija, ima samo en osrednji zahodni stolp in dva stolpa v koru načrtovana že od samega začetka. Zato v cerkvi ni kripte, ne grobnic.
Stolnica ima 2.000 sedežev v normalni postavitvi. Ko imajo Württembergischen Landesposaunentag (glasbeni dogodek), ki v Ulmu poteka vsaki dve leti, dodajo sedeže za 4500 igralcev instrumentov. V srednjem veku je 20.000 do 22.000 ljudi, kot je bilo v navadi, stalo v službi božji.
Na glavni stolp se lahko povzpne po 768 stopnicah do galerije v zgornji tretjini zvonika na višini 143 m . Od tam, lahko obiskovalci uživajo izjemen razgled na mesto in okolico. V nekaterih dnevih v letu, ko piha fen, se vidi čez vso Gornjo Švabsko do Alp.

## Arhitekturna zgodovina

### Gradnja med 1377 – 1543
Ker so se v 14. stoletju vedno znova dogajali nemiri, so se ulmsko župnijsko cerkev, ki je bila prej kakšen kilometer izven mesta, državljani namenili zgraditi znotraj mestnega obzidja. Bili so naveličani, da so odrezani od Cerkve, kot se je zgodilo na primer leta 1376 med obleganjem Ulma cesarja Karla IV. Želeli so tudi, da bi bili neodvisni od samostana Reichenau, ki je bil lastnik cerkve od leta 813, zgrajene pod cesarjem Karlom Velikim.
Zato so se odločili za novo gradnjo cerkve znotraj mestnega obzidja, ki so jo financirali  prebivalci sami. Mesto je imelo takrat komaj 10.000 prebivalcev. Dne 30. junija 1377 je bi položen temeljni kamen, ki ga je položil župan Ludwig Krafft v družbi glavnega arhitekta Heinricha Parlerja starejšega. Ta je že prej pridobil izkušnje pri gradnji glavna cerkev svetega Križa v Schwäbisch Gmünd. Mojster Heinrich Parler, ki je že prej delal na stari župnijski cerkvi v Ulmu, je seveda izdelal načrt tudi za Ulmer Münster. Ta načrt je obsegal dvoransko cerkev s tremi ladjami enake višine, zahodni stolp in dva korna stolpa. On je tudi zgradil kor in spodnje dele kornih stolpov.
Kor, ki ima dolžino 29 metrov in čisto širino 15 metrov, je že imel čas, da prepozna obseg predlaganega projekta.
Leta 1381 je gradnjo prevzel Michael Parler, ki je pred tem delal na stolnici v Pragi. Nadaljeval je gradnjo ladje, ki je bila prvotno zasnovana kot triladijska dvoranska cerkev s skoraj enako širokimi in visokimi ladjami. Med letoma 1387 - 1391 je gradnjo vodil mojster Heinrich III. Parler.
Leta 1392 je Ulrich Ensinger, tudi Ulrich von Ensingen, prevzel upravljanje gradnje, ki je pred tem delal v Pragi in stolnico v Strasbourgu. Sanjal je 150 m visok glavni stolp. Dne 25. julija 1405 je bil Münster posvečen, a pokrit le z začasno streho. Matthäus Ensinger, Ulrichov sin, je prevzel leta 1446 upravljanja gradnjo (do 1463). V 1449 je končal v prezbiteriju lok, 1452 pa obok severne ladje.
Nov arhitekt Matthäus Böblinger je 1477 spremenil načrte, predvsem tiste na glavnem stolpu. V njegovem času (do leta 1494) se je zgodila prva velika škoda: leta 1492 je na novo narisal nižje stranske ladje, da je razbremenil stene glavne ladje. Arhitekt Burkhard Engelberg iz Augsburga je prevzel gradnjo in vodil vse potrebne varnostne ukrepe: okrepitev temeljev zahodnega stolpa, rušenje težkega stranskega oboka, razdelitev stranskih ladij z vitkimi stebri in izgradnjo lažjih obokov.
V letih 1530/1531 se je začelo prebivalstvo Ulma nagibati v protestantsko vero. Tako imenovani ikonoklazem je padel na 19. junij 1531 na 60 oltarjev, vključno z glavnim oltarjem, kot žrtev. Pred tem so imeli mestni svet, vendar so lastniki oltarjev hoteli prinesti le-te na varno. Ostanke oltarjev so prinesli najprej v skladišče (nekateri so zdaj v vaških cerkvah v bližini).
Leta 1543 se je - zaradi domačih političnih napetosti, pa tudi reformacije in preprosto zaradi pomanjkanja denarja - gradnja ustavila. Glavni stolp je imel v tem času višino okoli 100 m, korna stolpa sta bila vsak približno 32 m visoka. Od leta 1543 do izgradnje, je gradnja stala več kot 300 let. Bakrorez iz okoli 1650 De Merian Sueviae kaže stanje strukture.

### Gradnja med 1844 – 1890
Leta 1817 so v notranjosti stolnice naslikali sive freske. S pojavom nove blaginje se je gradnja leta 1844 nadaljevala. Začelo se je z varnostnimi ukrepi za nadaljnjo gradnjo na splošno in s širitvijo kornih stolpov. Gradbena mojstra v tem obdobju sta bila do 1870 Ferdinand Thrän in nato Ludwig Scheu (1871-1880).
Od 1880 so delali ohranitvene ukrepe, ko se ponovno začne gradnja leta 1885 z zaključkom glavnega in zahodnega stolpa. S postavitvijo vrška, ki je bil končan 31. maja 1890 je stolnica dobila današnjo podobo. Odgovoren za to fazo gradnje je bil August von Beyer. Glavni stolp se je povečal v primerjavi s prvotnimi načrti za deset metrov. Ob natančnejšem pregledu je bilo mogoče zaznati tudi rahel ovinek na najvišjem nivoju. Menijo, da je bila sprememba narejena tako, da zvonik stolnice v Kölnu (157 metrov), ne bi bil višji od Ulmskega. 
29. junija 1890 je bilo dokončanje zaznamovano s slovesnostjo, na kateri je 320 pevcev pod vodstvom stolnega organista Johannesa Grafa zapelo oratorij Elija, Felix Mendelssohn Bartholdyja. Zbor je bil ustanovljen v istem letu kot klub za klasično cerkveno glasbo. 

### Po 20. stoletju
V uničujočih letalskih napadih na Ulm 17. decembra 1944, je bila stolnica komaj poškodovana, čeprav so bile skoraj vse druge zgradbe na trgu težko zadete. Samo okna iz 19. stoletja so bila uničena, drugi umetniški zgodovinsko pomembni srednjeveški vitraji so bili že prej preseljeni iz cerkve. Tik pred vojno je eksplodirala bomba v prezbiteriju, njen učinek je še vedno viden s pojavom novih razpok v stenah.
Da bi stolnico obnovili, so letno porabili več 100.000 €.

## Umetnine v in okoli stolnice

### Pozni srednji vek

#### Oblikovanje portalov
Omembe vredni so oblikovani timpanoni portalov stolnice. Nekateri imajo še posebej kompleksen in prefinjen teološki program. V nasprotju z večino, je timpanon glavnega zahodnega portala, 3-ločen predprostor, s poslednjo sodbo, kot glavni motiv je upodobitev zgodbe stvarjenja, ki je bila dobro razvita v 1380-tih. Bog je ustvaril to zemljo kot vrtečo kroglo, dokaz, da so dobro vedeli že v srednjem veku, da je Zemlja okrogla. Kot pri drugih prizorih v Münstru (npr. filozofi na kornih klopeh), se prav tako nanašajo bolj na starodavne svetovne nazore kot zvesto podedovane pripovedi iz Svetega pisma. Prizori v timpanonu tako združujejo začetek in konec »svetovne zgodovine«, kot je opisana v Svetem pismu in opozarja hkrati na zelo zapleten prikaz Kristusa, ki je naveden v Svetem pismu, kot Alfa in Omega, začetek in konec, sodnik in trpljenje človeka. To se odraža tudi v timpanonu, ki se nahaja pod baldahinom Schmerzensmanna Hansa Multscherja (1429) na srednjem stebru med zadnjimi vrati (kopija, original je v notranjosti stolnice na jugozahodnem stebru v koru). Podboji glavnega vhoda so obkroženi s številnimi lesenimi kipi svetnikov, ki imajo le naslikane kamnite obrobe. Na majhnem Marijinem portalu (SV portal) je Jezusovo rojstvo in čaščenje Svetih treh kraljev. Timpanon ima datum 1356 in je bil vzet iz stare župnijske cerkve. Pasijon ali portal reformacije (1370) prikazuje prizore iz Kristusovega pasijona. Na južnem portalu, znanem kot poročni ali sodni portal je prikazana poslednja sodba (1360), in je verjetno tudi iz stare župnijske cerkve. Najlepše in največje mesto ima velik Marijin portal, katerega prizori so bili verjetno prvotno namenjeni glavnim portalom. Timpanon (1380) prikazuje motive iz Marijinega življenja. Med njimi so trije reliefi (verjetno iz 1400). Levi relief prikazuje Čaščenje otroka s tremi modreci. Desni relief prikazuje Kristusovo rojstvo, v osrednjem kvadratnem bloku je poklon kraljev.

#### Korna okna
Prezbiterij ima pet stranic in predstavlja desetkotnik. 15 metrov visoka okna so iz 14. in 15. stoletja. Ta okna so, gledano v smeri proti oltarju od leve proti desni: 
- Janezovo okno, delavnica Jacob Acker Elder, Ulm, izdelano leta 1385, drugo najstarejše okno v stolnici - To okno pripoveduje svetopisemsko zgodbo Janeza Krstnika (od zgoraj navzdol): Jezusov krst po Janezu, pridiga predhodnika, Praznik Heroda, obglavljenje in zakopavanje vpijočega v puščavi. V spodnjem delu je legenda učenca Janeza.
- Kramerjevo okno, delavnica Peter Hemmel von Andlau, Strasbourg, okoli 1480 - To okno je podaril Kramerjev ceh (Krämer in trgovci) in je bilo nameščeno na mestu starejšega okna, delo Jacoba Ackerja. V spodnjem delu je grb ustanovitelja. Predvsem vidimo Jesse drevo. V zgornjem delu je šest slik božiča: Oznanjenje, obiskanje, Jezusovo rojstvo, obrezovanje, kralji in predstavitev v templju.
- Okno sveta, delavnice Petra Hemmel von Andlau, Strasbourg, okoli 1480 - okno je daroval mestni svet in je bilo tudi nameščeno na mestu starejšega okna. Stoji na središčni osi kora in je Kristusovo okno, ki ga je treba brati od spodaj navzgor: v čisto spodaj v sredini je cesarski orel in dva ulmska grba. Na levi sta zavetnika Anton in Vincenc in zraven Sv. Martin kot berač. Od leve proti desni so: skušnjava Jezusa, kanaanske ženske in zdravilo. V izpopolnjenem baldahinu je mogoče videti (od leve): hranjenje pet tisočev, poskus kamenjanja in prihod v Jeruzalem. itd. Del okna je bil leta 1945 poškodovan.
- Okno Anna-Marije, delavnica Jacob Acker, 1385 - To okno je najstarejše okno v stolnici in ga je daroval ceh tkalcev, verjetno zato, ker je bila Marija tempeljska tkalka in Anna zavetnica tkalcev. To se kaže v 20 razmeroma majhnih prizorih Anne in Marije in jih je treba brati od vrha do dna: Zavrnitev Joachima iz službe v Templju, njegov pobeg v puščavo, privid angela, srečanje med njima na zlatih vratih. Sledi v peti vrstici: Marijin porod, obisk templja in tempelj Device Marije med tkanjem. Nato je oglas Marije, poroka, Jožef potuje in Marija ostane sama, Oznanjenje, Obisk Marije pri Elizabeti, Jožefove sanje in rojstvo Jezusa. V spodnji 13 vrstici, ki je bila verjetno dodana kasneje, je še vedno prikazan poklon treh kraljev, pohod v Egipt in pokol otrok.
- Okno petih Marijinih radosti, delavnica Jacob Acker, 1400 - To okno je tudi darilo ceha tkalcev in od spodaj beremo naslednje slike: Rojstva, Čaščenje treh kraljev, Predstavitev v templju, Marijina smrt in vnebohod.
- Medaljon, delavnica Jacob Acker za 1404-1408 - To okno se nahaja na južni steni in vključuje teme iz evangelijev v postnem času, kot so: hranjenje pet tisoč ljudi, ali vstajenje Lazarja.

#### Korne klopi
Naslonjala in korne klopi, izrezljane z več sto figurami iz hrastovega lesa, so med najbolj znanimi in najlepšimi klopmi nemške gotike in jih je izrezljal Jörg Syrlin d. Ä 1469-1474 v sodelovanju s kiparjem Michelom Erhartom. Poleg kornih klopi v Sv. Martinu v Memmingenu so najbolj dragocene gotske klopi v Nemčiji. Naslonjalo iz 1468 pod kornim lokom je vzorec, ki ga je Jörg Syrlins d. Ä. izdelal, preden mu je mestni svet oddal vse v delo. Značilnost in netipično za gotiko je, da korne klopi ne poudarjajo horizontalno. Na 18 metrov dolgi stranici so jasno razvrščene in imajo bogato okrašene nadstreške.
V doprsnih kipih na severni strani so slavni možje iz antike: Pitagora, Cicero, Terencij, Ptolemaj, Seneka, Kvintilijan in Secundus Tihi. Prvo poprsje na strani moških je brez opisa. Ta kip naj bi, po mnenju umetnostnih zgodovinarjev, predstavljal antičnega pesnika Vergilija. Predpostavljajo pa tudi, da je Jörg Syrlin d. Ä. ustvaril avtoportret.
Na južni strani so prikazana poprsja antičnih žensk, Sibil: Frigijska, Kumska, Krimska, Tiburtinska, Helespontska, Delfska in Libijska Sibila. Prvo poprsje je brez opisa in po mnenju umetnostnih zgodovinarjev predstavlja perzijsko Sibilo. Predpostavlja se, da je Jörg Syrlin d. Ä. tukaj portretiral neko poročeno ženo. Vidni sta še dve drugi Sibili.
Gotovo je, da je mojster Syrlin podpisal korne klopi vsaj štirikrat. Iz tega razloga so včasih delo pripisovali samo njemu. Nadaljuje se s spoznanjem, da so bili pri delu številni mojstri, ki pa niso znani.
- Korne klopi na severni strani Jörg Syrlin d. Ä. (okoli 1470)
- Cicero
- Helespontska Sibila
- Tiburtinska Sibila

#### Oltar v prezbiteriju
Namesto izgubljenega v 16. stoletju, stoji glavni oltar, ki je dobil ime po svojem donatorju Laux HÜtz (Junker Lukas), imenovan tudi Hutzaltar. Krila oltarja, delo Martina Schaffnerja, so bila priložena iz leta 1521. Delavnica Niklausa Weckmanna (1450 / 44-1528 Ulm), pravijo, da so ustvarili Sveto družino. Predela predstavlja Zadnjo večerjo.

#### Kapele v prezbiteriju
Severno in južno od prezbiterija so tri kapele, ki so poimenovane po osebnostih iz zgodovine mesta. To so Bessererjeva, Neithartova in Konrada Sama kapela (nekdanja zakristija).
Najbolj zanimiva je verjetno najmanjša kapela, imenovana Bessererkapelle od kora na desno - na strani ženskega pevske klopi v zadnjem delu. Zgrajena je bila okoli 1429, delo obrtnika Hans Kuna. Ta zasebna kapela je dobila ime po patricijski družini Besserer, ki je bila v Ulmu znana več generacij. Tako je bil, na primer, Bernard Besserer (1471-1542) župan v času reformacije. Nad vhodnimi vrati je letnica 1414 in je na steni dvojna skodelica, grb družine. Omembe vredni so vitraji v Chörlein, Hansa Ackerja, sina Jacoba Ackerja starejšega, iz leta 1430. V petih kornih oknih je osem slik. V enem oknu je avtoportret Hansa Ackerja, v drugi vrstici tretji apostol. Po mnenju umetnostnih zgodovinarjev, so ti vitraji odlično oblikovani in zelo risarsko dovršeni. Razpelo ob južnem oknu je iz delavnice Michela Erharta (okoli 1490/1500). Vzhodno okno je bilo narejeno leta 1480 v delavnici Petra Hemmel von Andlaua, Strasbourg.
Neithartova kapela se nahaja v pritličju severnega stolpa. Narejena je bila leta 1437 kot zasebna kapela Heinricha Neitharta. Nad vhodom je letnica 1444 - leto, v katerem je bila gradnja začeta do 1450, delo Matthäusa Ensingerja - in grb družine Neithart. Umetnine so Sebastjianov oltar (1500), Barbarin oltar (okoli 1520), lep "Sv. Jurij" Hansa Ackerja (1440) in predela oltarja iz 1491 pod vzhodnim oknom. Ta kaže Marijo in levo in desno patrona kapele. Omeniti je panelni triptih s sliko "Sv. Margarete s skupino svetih devic" iz Bartholomäusa Zeitbloma (okoli 1489-1497), po rodu iz samostanske cerkve Wengen.
Kapela Konrada Sama pod južnim stolpom je nekdanja zakristija in je bila imenovan (od 1524) po prvem reformacijskem pridigarju. To kapelo, ki delno izvira iz časa Parlerjev, krasijo okna s Pasijonom, Hansa Gottfrieda von Stockhausena iz leta 1957. Pod tem oknom je tako imenovani "Schongau oltar" (okoli 1480). Poleg tega je treba poudariti dve oltarni tabli - sv.. Elizabeto z beračem in Sv. Ano - Martina Schaffnerja (1525) in ploščo z apostoli, ki je pripisana JBartholomäusu Zeitblomu (okoli 1489-1497).

#### Druge umetnine
- 26,5 metra visoka zakramentna hiša (1467/1471), ki se nahaja na levi strani oltarnega loka. Pod zunanjim stopniščem sta upodobljena svetnika Sebastijan in Krištof. Na [balustrada|balustradi]] je šest kipov papežev in škofov.
- 29 starih konzol na osrednjih stebrih so odlični izdelki kamnoseške umetnosti, ki so bili narejeni 1383-1391. Omembe vrednih je šest konzol v bližini prižnice neznanega kiparja, ki je podpisal svoja dela z dvema prekrižanima konicama in mu zato pravijo Reißnadelmeister.
- Čez prižnico, ki se nahaja v osrednji ladji, je okoli 20 metrov visok akustični nadstrešek Jörga Syrlina, mlajši od nosilne konzole iz leta 1510, nosilna konzola je iz okoli 1498.
- Kropilnik (1507) na južni strani ladje blizu kora.
- Osmerokotni krstilnik (1474) pod baldahinom s šestimi preroki, dvema kraljema in grbom sedmih volilnih knezov na bazi.
- V bližini je sedem ladijskih stebrov z reliefi. Ti kažejo, kako župan Lutz Krafft in njegova žena dvigneta simbolni model cerkve arhitekta Heinricha Parlerja.
- Na koncu južnega hodnika je tako imenovana Kargnische, počivališče Hansa Multscherja iz 1433, narejena v imenu družine Karg. Figure iz kamna so bile uničene v ikonoklazmu 1531. Zato je narejeno le veličastno ozadje.
- Na kornem obodu je 145 kvadratnih metrov fresk iz 1471, ki prikazujejo poslednjo sodbo in jih je morda ustvaril Hans Schüchlin. To je ena od največjih stenskih poslikav severno od Alp.
- Pod kornim obodom - pred kornimi klopmi - je oltar z zadnjo večerjo Dürerjevega učenca, Hansa Schäufeleina iz leta 1515.
- V Münstru hranijo 133 zgodovinsko dragocenih heraldičnih ščitov ali grbov, ki predstavljajo največjo zbirko orožja v Nemčiji.

- Konzola Reißnadelmeisters s signaturo mojstra
- Zgodba stvarjenja na zahodnem portalu
- Krstilnik pod baldahinom, zadaj levo kropilnik
- Prižnica v srednji ladji

### 19. stoletje

#### Skulpture
Med gradnjo opornikov zaradi stabilnosti stavbe, so ustvarili bruhalnike domiselnih figur iz kamna, preko katerih odteka voda. Med liki so živali, kot so slon, riba, ptica, človeška figura in zmaj. 
1877, za 500-letnico položitve temeljnega kamna, so člane judovske skupnosti v Ulmu (med drugim oče Alberta Einsteina), podarili kip preroka Jeremija iz Stare zaveze. To je edini kip s svojo glavo. Kip, ki stoji na strani prižnice pod velikimi orglami, delo kiparja Karla Federlina, in je eden od 16 orjaških kipov na konzolah na stebrih.

#### Okna
Okna, ki so nastala v 19. stoletju niso preživela druge svetovne vojne, uničena so bila leta 1944.

### 20. in 21. stoletje

#### Skulpture
V zahodnem območju južne ladje je bil 1981 postavljen bronast kip "Berač", ki ga je ustvaril leta 1930 Ernst Barlach.

#### Okna
Večina oken v stranskih ladjah je zelo preprosta, saj so bila iz 19. stoletja in leta 1944 uničena; postopoma so jih nadomestili z okni z umetniškimi slikami. Odražajo zgodovino umetnosti, kot tudi razvoj stekla slikarstva 20. in 21. stoletja. Nekatera so:
- Wilhelm Geyer: Brautfenster (1953)
- Hans Gottfried von Stockhausen: 
  - Die sechs Werke der Barmherzigkeit (1956),
  - Freiheit (In fellowship 47. US-Inf. Regiment, 1958)
  - Israelfenster (1986)
- Wolf-Dieter Kohler: 
  - Heimkehrerfenster (1959),
  - Himmelfahrtsfenster (1962)
- Valentin Peter Feuerstein: 
  - Predigtfenster (1981),
  - Fenster der Verheißung (1985, kažejo moderne znanstvenike Nikolaja Kopernika, Galileo Galileija, Johannesa Keplerja, Sir Isaaca Newtona in Alberta Einsteina),
  - Fenster der Erfüllung (1985)
- Johannes Schreiter: 
  - Weltgefährdungsfenster,
  - Weltvollendungsfenster (oba 2001).

## Orgle

### Glavne orgle v zahodni empori
Sedanje glavne orgle so iz 1967-1969, graditelja Eberhard Friedrich Walcker & Cie. (Ludwigsburg). Nahajajo se na glavni empori v okviru glavnega stolpa. Gradnjo instrumenta je vodil strokovnjak organist Walter Supper. Nekateri deli cevi so še iz starejših Walckerjevih orgel. Imajo 100 registrov na petih manualih in pedal s skupno 8.900 cevmi. Od 1995/96 so opremljene z modernim elektronskim sistemom za zajem.

### Druge orgle
Poleg glavnih orgel na glavni empori, so v stolnici še štiri druge orgle:
- Korne orgle (imenovane tudi  Schwalbennestorgel), ki se nahajajo na južni strani kora nad kornimi klopmi. Zgrajene so bile leta 1960, so mehanske, z 2 manualoma, pedalom in 20 registri (vključno z redkim alpskim rogom). Te orgle je mogoče slišati predvsem na večernih obredih in porokah.
- Prenosne orgle iz leta 1962. Uporabljajo se predvsem za koncerte.
- Orgle v kapeli Konrad-Sam iz leta 1977.
- Oltarne orgle iz leta 1991. So popolnoma mehanske z 2 manualoma in pedalom in 9 registri. Instrument je tako mobilen kot odstranljiv.

## Zvonovi
Glavni stolp stolnice ima skupno trinajstih zvonov. Deset izmed njih je fiksnih, ostali trije so obešeni na steno ob straneh osmerokotnika, vendar ne zvonijo. Vsi zvonovi so zvonili ročno do leta 1953, ko so jih motorizirali.
16. septembra 2005 so zvonove zaradi poškodovanega jekla ugasnili. Ob pregledu 3. oktobra 2006 so ugotovili hudo škodo na velikih  Betglocke in  Landfeuerglocke. Zvonova so obnovili. Nekateri so bili že obnovljeni v zadnjih desetletjih. Potrebna je bila tudi obnova različnih lesenih navitij. Dela na sanaciji zvonov in ogrodja in popravilo zvonika so bila končana 12. aprila 2009 (velikonočna nedelja), ko so prvič ponovno zazvonili.